# Дамори, Ричард, 1-й барон Дамори
Ричард Дамори или Ричард д’Амори (англ. Richard Damory; умер 21 августа 1330) — английский аристократ, 1-й барон Дамори с 1326 года.

## Биография
Ричард Дамори принадлежал к старинному семейству нормандского происхождения, которое владело обширными землями в Оксфордшире, Бакингемшире и Сомерсете. Как старший сын он унаследовал эти земли после смерти отца, сэра Роберта Дамори (примерно в 1285 году). В 1308—1310 годах Ричард был шерифом Оксфордшира и Бакингемшира, в 1311—1321 — констеблем Оксфордского замка, в 1311—1325 — управляющим королевским двором. Он пользовался большим влиянием при дворе. Предположительно благодаря этому смог занять видное положение и его младший брат Роджер, ставший фаворитом короля Эдуарда II. В 1318 году Ричард был назначен воспитателем принца Эдуарда (впоследствии — короля Эдуарда III). В 1320 году он участвовал в походе в Шотландию.
3 декабря 1326 года (по другим данным, в 1327 году) Ричард был вызван в парламент как лорд. Это событие считается вторым по счёту созданием титула барона Дамори. Ричард умер в 1330 году, его владения и титул унаследовал сын того же имени (умер в 1375). В источниках упоминаются дочери Ричарда — Элизабет (жена Джона Чандоса), Элеанор (жена Роджера Колинга) и Маргарет.